# Birjuk
Birjuk (russisk: Бирю́к) er en sovjetisk spillefilm fra 1978 af Roman Balajan.

## Medvirkende
- Mikhail Golubovitj som Birjuk
- Oleg Tabakov som Bersenev
- Jelena Khrol som Ulita
- Jurij Dubrovin
- Aleksej Zajtsev